# 糖皮质激素

皮質醇（cortisol），又称氢化可的松

地塞米松（Dexamethasone），与糖皮質激素受體的结合能力比氢化可的松更强，地塞米松是基于氢化可的松基本结构而药效增强的人工合成糖皮质激素

糖皮质激素（glucocorticoid，glucocorticosteroid）又稱糖皮質類固醇、葡萄糖皮質素，簡稱糖皮質素，是一種腎上腺皮質激素，是由肾上腺皮质中層的束状带分泌含21个碳原子的類固醇激素，此术语也涵盖由化学方法人工合成的衍生物或类似物。
糖皮质激素具有调节糖、脂肪、蛋白质生物合成和代谢的作用，还具有抗过敏和抗炎作用；因其调节葡萄糖代谢的活性最早为人们所认识而得名。人體的可的松和皮質醇即屬於糖皮質激素。可用於一般的抗生素或消炎藥所不及的病症，如SARS、敗血症等。
糖皮质激素的基本结构特征包括肾上腺皮质激素所具有的C3的羰基、Δ4和17β酮醇侧链以及糖皮质激素独有的17α-OH和11β-OH。
目前糖皮质激素这个概念不仅包括具有上述特征和活性的内源性物质，还包括很多经过结构优化的具有类似结构和活性的人工合成药物，目前糖皮质激素类药物是临床应用较多的一类药物。

## 历史
自从1855年以来人们一直在研究肾上腺皮质激素的生理作用和临床应用，1927年Rogoff和stewart用肾上腺匀浆提取物为切除肾上腺的狗进行静脉注射使之存活，证明了肾上腺皮质激素的存在，有人根据这个实验推测，提取物的生物活性是由单个物质引起的，但后来人们从提取物中分离出来47种化合物，其中就包括内源性糖皮质激素氢化可體松和可體松。
早期的糖皮质激素类药物均来自动物脏器的匀浆提取物，生产成本很高，后来随着甾体化学和有机合成的发展，甾体激素的全合成实现，可以由最简单的有机化合物合成任何一种甾体激素，但考虑到实际生产的成本，人们一般采用薯蓣皂苷苷元作为合成的起始物，薯蓣皂苷是从薯蓣科（Dioscoreaceae）薯蓣属（Dioscorea）植物如山药、穿山龙等的块根中提取出来的萜类化合物的糖苷，价格较低，薯蓣皂苷的使用大大降低了生产成本。
在合成氢化可的松的基础上人们继续研究糖皮质激素的结构优化，人们从一个肾癌患者的尿液中提取出一种具有16α-羟基的甾体化合物曲安西龙，发现它具有很好的糖皮质激素功能，同时又不像氢化可的松那样会引起钠潴留。
通过对氢化可的松的体内代谢过程的研究，1958年人们又发现了具有更好稳定性更好抗炎活性和更低钠潴留的地塞米松。在地塞米松的基础上人们又通过向甾体母环上引入甲基、卤素等结构，陆续开发出了倍他米松、倍氯米松、氟轻松等药物。

## 作用机理

### 生理来源和分泌调节
糖皮质激素是由肾上腺皮质最中层束状带分泌的一种代谢调节激素。体内糖皮质激素的分泌主要受下丘脑-垂体前叶-肾上腺皮质轴调节。由下丘脑分泌的促肾上腺皮质激素释放激素（CRH）进入垂体前叶，促进促肾上腺皮质激素（ACTH）的分泌，ACTH则可以促进皮质醇的分泌。反过来糖皮质激素在血液中浓度的增加又可以抑制下丘脑和垂体前叶对CRH和ACTH的分泌从而减少糖皮质激素的分泌，ACTH含量的增加也会抑制下丘脑分泌CRH,这是一个负反馈的过程，保证了体内糖皮质激素含量的平衡。
内源性糖皮质激素的分泌有昼夜节律性，午夜时含量最低，清晨时含量最高。此外机体在应激状态下，内源性糖皮质激素的分泌量会激增到平时的10倍左右。

### 生理效应
1. 促进糖异生，减少外周组织对葡萄糖的摄取和利用，升高血糖，也会使肝糖元肌糖元的合成增加。
2. 促进肝外组织的蛋白质代谢，减少蛋白质合成，增加血清中的氨基酸含量和尿素氮的排出。
3. 促进脂肪分解代谢，减少合成代谢，使血液中甘油和脂肪酸含量增加，还会因此而增高血液中胆固醇的含量从而激活四肢皮下的脂肪酶活性，分解四肢皮下脂肪，使之重新分布到脸胸腹背及臀部，造成向心性肥胖。
4. 有弱的盐皮质激素样作用，可显示排钾保钠作用

### 药理作用
- 抗炎作用：这主要来自于
  - 增加血管收縮力，降低血管通透性，拮抗组胺等炎性介质对血管的扩张作用，减轻局部充血，减少白细胞和体液的渗出
  - 稳定溶酶体膜，减少因为溶酶体破裂而造成的组织蛋白酶和水解酶释放，减少组织分解和炎性介质释放
  - 抑制中性白细胞、单核细胞和巨噬细胞向炎性部位募集
  - 抑制磷脂酶A2的活性，减少膜磷脂向花生四烯酸的转化，而花生四烯酸正是很多炎性介质如前列腺素、白三烯，血小板活化因子的生物合成前体。
  - 抑制白介素，肿瘤坏死因子，干扰素等与免疫反应相关的细胞因子的合成与释放
  - 抑制成纤维细胞DNA合成和毛细血管增生，阻碍胶原沉积，抑制肉芽组织形成
- 免疫抑制作用：除抗炎作用中提到的与免疫系统有关的作用之外，糖皮质激素还可以抑制B细胞向浆细胞的转化，减少抗体的生成；抑制体液免疫，减少抗原抗体反应之后引起的攻击性物质的释放
- 抗毒素作用：糖皮质激素虽然对细菌外毒素没有任何作用，但有强大的抗细菌内毒素作用，减少内源性热源物质的释放，有良好的退热作用和对中毒症状的极大改善作用
- 抗休克作用：这是抗炎免疫抑制和抗内毒素作用综合的结果，糖皮质激素能够抑制肾上腺素，去甲肾上腺素，加压素，血管紧张素，5-HT，等递质的缩血管作用，改善微循环，其稳定溶酶体的作用可以有效减少心肌抑制因子的释放，从而维持正常的心输出量和维持内臟的血液循环不受血管收缩的影响
- 影响造血系统：增加红细胞和血红蛋白的生成，使血小板和纤维蛋白原增加，使單核球和噬中性白细胞进入血液循环的量增加，淋巴球和嗜酸性和嗜碱性白细胞减少
- 中枢兴奋作用：减少脑内抑制性递质GABA的含量，造成中枢兴奋，产生欣快感、激动、失眠等徵状
- 促进胃酸分泌
- 抑制松果体褪黑素的分泌
- 减少甲状腺对碘离子的摄取清除和转化

## 不良反应
短期口服或局部长期使用糖皮质基本无明显不良反应。但若长期用药，其不良反应较大。根据其药理作用，常见不良反应有：
- 医源性肾上腺皮质机能亢进症：长期大剂量应用糖皮质激素造成的由于体内糖皮质激素水平过高的一系列症状，包括肌肉萎缩（长期氮负平衡造成）多发生于四肢的大肌肉群；皮肤变薄；向心性肥胖；痤疮；体毛增多；高血压；高血脂；低血钾（会与肌肉萎缩合并造成肌无力）；尿糖升高；骨质疏松
- 诱发或加重感染或使体内潜在的感染病灶转移：这主要是因为糖皮质激素只有抗炎的作用，真正对造成感染的病原体并不能产生杀灭作用，而且糖皮质激素还会抑制免疫降低肌体抵御细菌病毒真菌感染的能力，这极大的增加了感染病灶恶化和扩散的几率。
- 造成消化性溃疡：糖皮质激素有刺激胃酸和胃蛋白酶分泌的作用，会降低胃粘膜对消化液的抵御能力，可以诱发或加重胃或十二指肠溃疡，称甾体激素溃疡。甾体激素溃疡的特征有：表浅、多发、易发生在幽门前窦部，症状较少呈隐匿性，出血和穿孔率很高。
- 诱发胰腺炎和脂肪肝
- 妊娠前三个月孕妇使用可引起胎儿发育畸形，妊娠后期大剂量应用会抑制胎儿下丘脑-垂体前叶，造成肾上腺皮质萎缩，发生产后皮质机能不全的症状
- 医源性肾上腺皮质功能不全：由于长时间使用引起下丘脑-垂体前叶-肾上腺皮质轴产生负反馈机制，内源性肾上腺皮质激素的分泌会收到抑制，突然停药后会产生反跳现象和停药反应，停药半年内受到惊吓发生严重应激状态会表现肾上腺皮质功能不全症状，表现为恶心、呕吐、食欲不振、低血糖、低血压、休克等
- 诱发精神分裂症和癫痫
- 股骨头坏死（在非典治疗中，北京登记在案的有300名患者，因在非典治疗中大量使用糖皮质激素而从此丧失劳动能力）。

## 临床应用
- 治疗急性或慢性肾上腺皮质机能减退症
- 严重急性感染，当中毒性感染伴有休克或感染造成的炎性症状对患者生命构成威胁时，使用糖皮质激素抑制炎性症状，使患者渡过危险期
- 抗休克：此类药物对于各种休克都会产生有利的作用
- 治疗自體免疫病和过敏性疾病，由于此类药物对免疫反应有抑制作用因此对自體免疫病和过敏反应也有很好的抑制作用，可以用于治疗类风湿疾病、系统性红斑狼疮、重症肌无力等疾病，此外这类药物还可以用于器官移植后抑制排异反应保证移植器官安全存活
- 防止重要器官的炎症和癫痕的形成：脑膜、胸膜、腹膜、心包、关节、眼部等重要器官的炎症和癫痕会造成比较严重的后果，在感染的早期使用糖皮质激素可以减轻这种损害。
- 糖皮质激素还可以治疗包括急性淋巴细胞白血病、再生障碍性贫血、粒细胞减少症、血小板减少症、过敏性紫癜等血液病
- 糖皮质激素的抗炎作用可以被用于对一些皮肤病的局部治疗，比如外用治疗接触性皮炎、湿疹、牛皮癣等症

## 糖皮质激素的合理用药
使用糖皮质激素治疗感染性疾病应注意药物的合理使用，由于糖皮质激素能够在短期能迅速抑制一些炎症反应，可以收到很好的“疗效”，因此有些医生经常使用糖皮质激素来治疗感染，以期良好的治疗效果，但实际上这对患者的痊愈是没有帮助的，这一点从上述糖皮质激素的作用机理可以明显地看出来，因此在糖皮质激素的使用上应该慎重，只有在感染造成的炎性反应非常严重以至于威胁到患者生命的情况下，才可以短期大剂量使用糖皮质激素缓解症状。
长期使用糖皮质激素治疗慢性疾病如一些自體免疫病则应注意合理利用内源性糖皮质激素分泌的昼夜节律，在正常情况下人体内皮质激素浓度在清晨最高可达最低时的4倍，在清晨服用糖皮质激素类药物，可以使外源性和内源性皮质激素在血液中浓度变化同步，减少对下丘脑-垂体前叶-肾上腺皮质轴的冲击，减少对下丘脑-垂体前叶的反馈性抑制。

## 代表药物
- 氢化可的松
- 泼尼松
- 地塞米松

## 化學合成
Hogg, J. A.; Beal, P. F.; Nathan, A. H.; Lincoln, F. H.; Schneider, W. P.; Magerlein, B. J.; Hanze, A. R.; Jackson, R. W. Journal of the American Chemical Society. 1955, 77 (16): 4436. doi:10.1021/ja01621a092. 缺少或|title=为空 (帮助)

## 外部連結
- 醫學主題詞表（MeSH）：Glucocorticoids
- Bowen R. . Colorado State University. 2006-05-26  [2008-05-11]. （原始内容存档于2008-05-17）.
- Wolkowitz OM, Burke H, Epel ES, Reus VI. . Ann. N. Y. Acad. Sci. October 2009, 1179: 19–40. PMID 19906230. doi:10.1111/j.1749-6632.2009.04980.x.